# Masaji Kitano
Masaji Kitano (北野 政次, Kitano Masaji, 14 juillet 1894 - 17 mai 1986) était médecin, microbiologiste et lieutenant général dans l'armée impériale japonaise.
Il était le deuxième commandant de l'unité 731, une unité secrète de recherche et de développement sur la guerre biologique, bactériologique et virologique, responsable de certains des crimes de guerre les plus effroyables commis par l'armée impériale au cours des guerres sino-japonaises et de la Seconde Guerre mondiale.

## Biographie
Masaji Kitano est né le 14 juillet 1894 dans la préfecture de Hyōgo au Japon,.
Il est diplômé en médecine de l'École de médecine de l'Université impériale de Tokyo le 26 novembre 1920 et l'année suivante, il est nommé lieutenant en tant que chirurgien militaire. En 1923, à l'école doctorale de l'Université impériale de Tokyo, il a commencé des études sur les maladies infectieuses, la perforation gastro-intestinale et Shigella, et est devenu chirurgien militaire de première classe sept mois plus tard. Il obtient son doctorat en 1925 avec une thèse intitulée R«echerche expérimentale sur la perforation intestinale séronégative et la fièvre parathyroïdienne», quatre ans avant d'être promu chirurgien militaire de troisième classe.
En 1932, il travaille à l'«Hôpital de la Première Armée» et enseigne au département médical du ministère de la Guerre du Japon. L'année suivante, il visita les États-Unis et l'Europe pour des recherches et, en août 1935, occupa le poste de chirurgien en chef de l'armée de deuxième classe (Nitō guni sei). En 1936, il est envoyé au Mandchoukouo et devient professeur à l'École de médecine mandchoue, où il enseigne la microbiologie.
En 1942, il est nommé deuxième commandant de l'unité 731,. Son prédécesseur est Shirō Ishii. C'est avec ce laboratoire que des crimes de guerre ont été commis avec des expériences de guerre biologique sur des humains notamment par des infections bactériennes. Le général Kitano envoyait des techniciens ramener par avion des rats (plus de 30 000) pour la reproduction des puces destinées à diffuser la contamination bactérienne. En avril 1945, il est promu lieutenant-chirurgien général et nommé commandant du 13th Army Medical Corps. Après la capitulation japonaise en août 1945, il est détenu dans un camp de prisonniers de guerre à Shanghai. Comme tous ceux impliqués avec l'unité 731 ou la guerre biologique japonaise, il est rapatrié au Japon en janvier 1946. Peu après son arrivée au Japon, il est interrogé par l'armée américaine le 7 février,. Il écrira un rapport de 17 pages manuscrites sur les troupes du général Shirō Ishii. De même que les autres membres de l'Unité 731, il bénéficia d'un accord d'immunité et ne fut jamais inquiété pénalement pour les crimes de guerre qui lui étaient reprochés.
Kitano a été l'un des fondateurs de la société pharmaceutique japonaise et première Banque du sang commerciale Green Cross, qui a été rebaptisée Welfide en 1998 et qui a été intégrée à Mitsubishi Pharma en 2001.
En 1959, il devient chef de l'usine de Tokyo et directeur général de cette société. Il est le commissaire funéraire en chef de Shiro Ishii.
Il décède à Tokyo en 1986.